# Ugo Croatto
Ugo Croatto (Trieste, 2 novembre 1914 – Padova, 11 gennaio 1993) è stato un politico e chimico italiano.

## Biografia
Laureatosi in chimica con Carlo Sandonnini all'Università di Padova, negli anni '50 fonda, internamente alla Facoltà di Scienze dell'Università di Padova, un laboratorio per lo studio dei fenomeni di diffrazione di raggi X, insieme a Silvio Bezzi e Vladimiro Scatturin.
Professore ordinario di chimica generale e inorganica presso l'Università di Padova dal 1954 al 1969, fu direttore del Laboratorio di chimica e tecnologia dei radioelementi del Consiglio nazionale delle ricerche (sezione di Padova) e direttore del periodico internazionale "Inorganica Chimica Acta".
Nel 1970, assieme a Angelo Mangini, contribuì a fondare la Facoltà di Chimica Industriale dell'Università Ca' Foscari di Venezia, in stretto collegamento alla nuova zona industriale di Porto Marghera nata proprio alla fine degli anni '60.
Ricoprì pure, ma per pochi mesi, l'incarico di senatore (in seguito alla morte di Mauro Scoccimarro), dal 18 gennaio al 24 maggio 1972.
Gli è dedicata l'aula studio del Dipartimento di Scienze Chimiche dell'Università di Padova.